# Meurtres d'Atlanta de 1979-1981
Les meurtres d'Atlanta de 1979-1981, parfois appelés meurtres d'enfants à Atlanta, sont une série de meurtres commis à Atlanta (Géorgie) entre juillet 1979 et mai 1981. Au cours de la période de deux ans, au moins 28 enfants, adolescents et adultes noirs ont été tués. 
Wayne Williams, Afro-américain natif d'Atlanta et âgé de 23 ans au moment du dernier meurtre, a été arrêté, jugé et reconnu coupable de deux meurtres d'adultes et condamné à deux peines de réclusion à perpétuité consécutives. La police a par la suite attribué un certain nombre de meurtres d’enfants à Williams, bien qu’il n’ait été inculpé dans aucune de ces affaires, et Williams lui-même maintient son innocence. En mars 2019, la police d'Atlanta, sous l'ordre du maire Keisha Lance Bottoms, a rouvert les dossiers dans l'espoir que les nouvelles technologies conduisent à une condamnation. 

## Meurtres
Au milieu de 1979, Edward Hope Smith (également connu sous le nom de « Teddy ») et Alfred Evans (également connu sous le nom de « Q »), adolescents noirs tous deux âgés de 14 ans, disparaissent à quatre jours d'intervalle (Terry Pue, qui à son tour disparaît au début de 1981, vivait dans le même appartement que Smith.) Leurs corps sont retrouvés le 28 juillet dans une zone boisée avec une blessure par balle de calibre 22 dans le haut du dos. Ils seraient les premières victimes de celui que l'on surnomme « Atlanta Child Killer ». 
Le 4 septembre, Milton Harvey, âgé de 14 ans, disparaît lors d'une course à la banque pour sa mère. Il conduisait un vélo jaune à 10 vitesses, qui est retrouvé une semaine plus tard dans une zone isolée d'Atlanta. Son corps n'est lui retrouvé qu'en novembre de la même année. 
Le 21 octobre, Yusuf Bell, 9 ans, se rend dans un magasin pour acheter du tabac à priser Bruton à un voisin, Eula Birdsong, chez Reese Grocery, dans la rue McDaniel. Un témoin déclare avoir vu Yusuf près de l'intersection de McDaniel et Fulton monter dans une voiture bleue avant sa disparition. Son corps est retrouvé le 8 novembre à l'école primaire abandonnée E. P. Johnson par un concierge. Le corps de Bell est vêtu du short coupé marron dans lequel il avait été vu pour la dernière fois, bien qu'un morceau de ruban adhésif de masquage y soit collé. Il a été frappé à la tête deux fois et la cause de la mort est un étranglement. La police ne lie pas immédiatement sa disparition aux meurtres précédents. 
Le 4 mars 1980, Angel Lenair, âgée de 12 ans, quitte sa maison vers 16 heures, portant une tenue en jean, et est aperçue pour la dernière fois chez un ami en train de regarder l'émission de télévision Sanford and Son. Le corps de l'enfant est retrouvé six jours plus tard, dans un terrain vague boisé le long du chemin Campbellton, portant les mêmes vêtements que ceux qu'elle portait quand elle avait quitté la maison. Une culotte blanche qui n'appartenait pas à Lenair est enfoncée dans sa bouche et ses mains sont liées à l'aide d'un cordon électrique. L'autopsie révèle que la mort est due à une strangulation.

## Adaptations
La deuxième saison de la série télévisée Mindhunter (sortie en août 2019) couvre les meurtres d'Atlanta. La série, qui se concentre sur l'histoire de l'Unité des sciences comportementales (BSU) du FBI, construit cet arc dramatique de la série sur les deux agents BSU du FBI qui se joignent à l'enquête d'Atlanta. Dans le traitement fictif de la série, l'agent Ford a le rôle d'insister sur le fait que les treize meurtres au sujet desquels ils enquêtent sont l'œuvre d'un seul tueur en série, et que, pour avoir gagné la confiance des victimes (toutes noires), il est probablement afro-américain lui-même. Cette ligne de déduction entre en conflit avec celle de son collègue l'agent Tench, le service de police d'Atlanta et la communauté afro-américaine d'Atlanta - dont beaucoup croient, à la lumière de l'histoire des crimes haineux en Géorgie et de la violence raciale, que les meurtres sont l'œuvre du Ku Klux Klan.